# Полосатые зайцы
Полосатые зайцы (лат. Nesolagus) — род млекопитающих из семейства зайцевых. Современные представители рода обитают в Юго-Восточной Азии. Их отличительной чертой является окрас с тёмными полосами.

## Классификация
В род включают 2 современных вида:
- Nesolagus netscheri (Schlegel, 1880) — Полосатый заяц
- Nesolagus timminsi Averianov, Abramov & Tikhonov, 2000 — Аннамский полосатый кролик, или заяц Тимминса

Также к роду относят вымерший вид Nesolagus sinensis, чьи ископаемые остатки найдены в верхнеплейстоценовых слоях на территории Гуанси-Чжуанского автономного района (южный Китай). На основании этой находки учёными сделан вывод, что род полосатых зайцев возник на юго-западе Китая.